# ヒト以外による選挙への立候補
ヒト以外による選挙への立候補（ヒトいがいによるせんきょへのりっこうほ）は、いくつかの国において事例が見られる。こうした立候補は時として抗議票、もしくは政治体制に対する風刺を意図しているほか、ただ単純に楽しむことを目的に行われることもある。
選挙に関する法規では立候補者が明確に人間（またはそれと同等の表現）であることを必須とするか、動物（人間以外）では行うことができない行為を立候補者に対して要求する場合がある（例えば、法的形式にのっとり、自分の名前を読みやすく署名することなど）。しかし、動物の立候補が正式に受理され、役職に就いた事例すら存在する。

## 事例

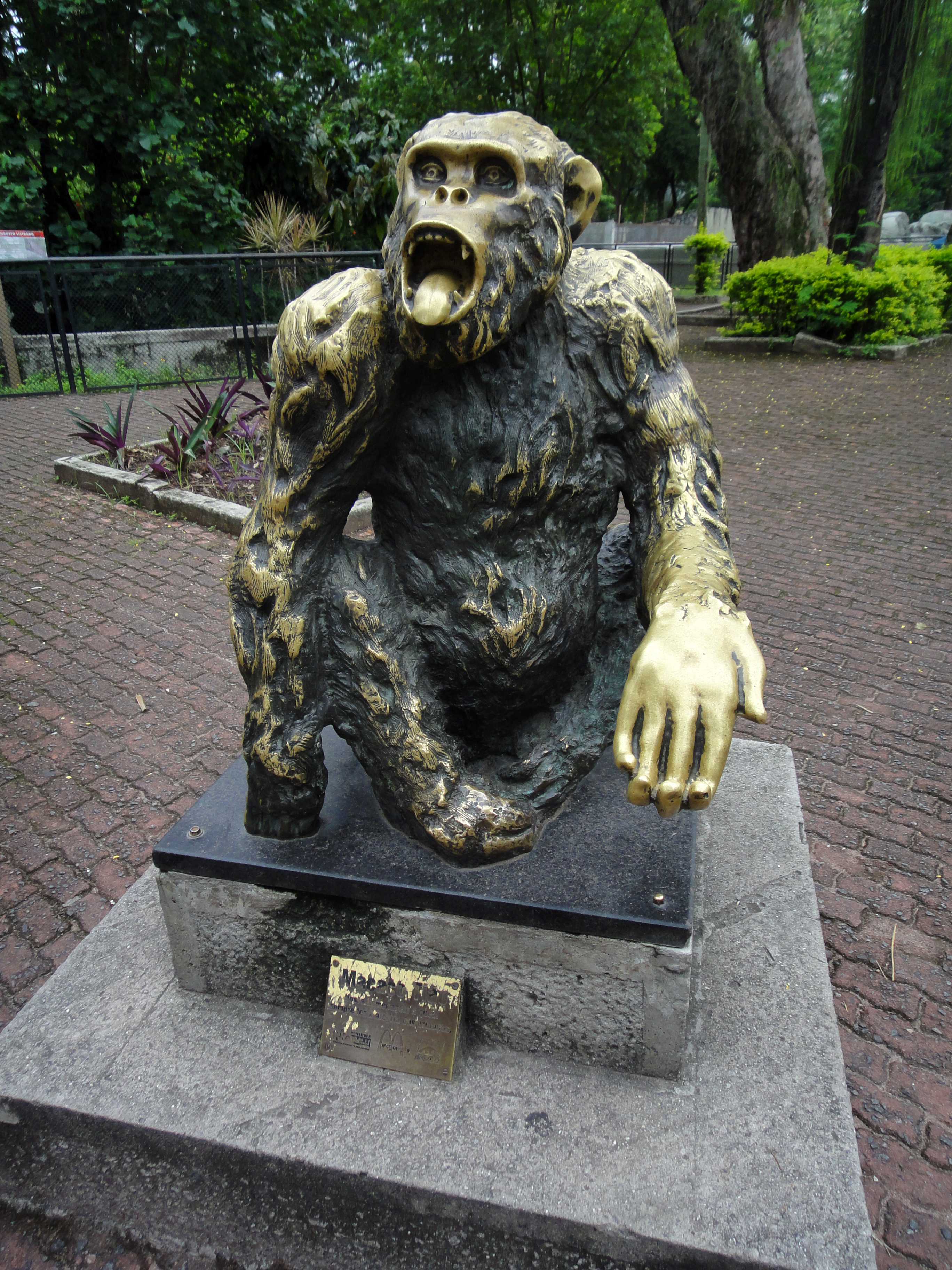
1988年、リオデジャネイロ市長選挙に担ぎだされたチンパンジー・チャオの像。

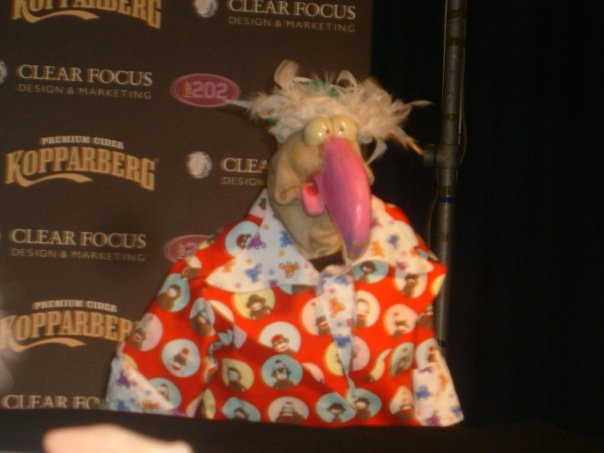
1997年のアイルランド大統領選挙で数千票を獲得した七面鳥のダスティン。

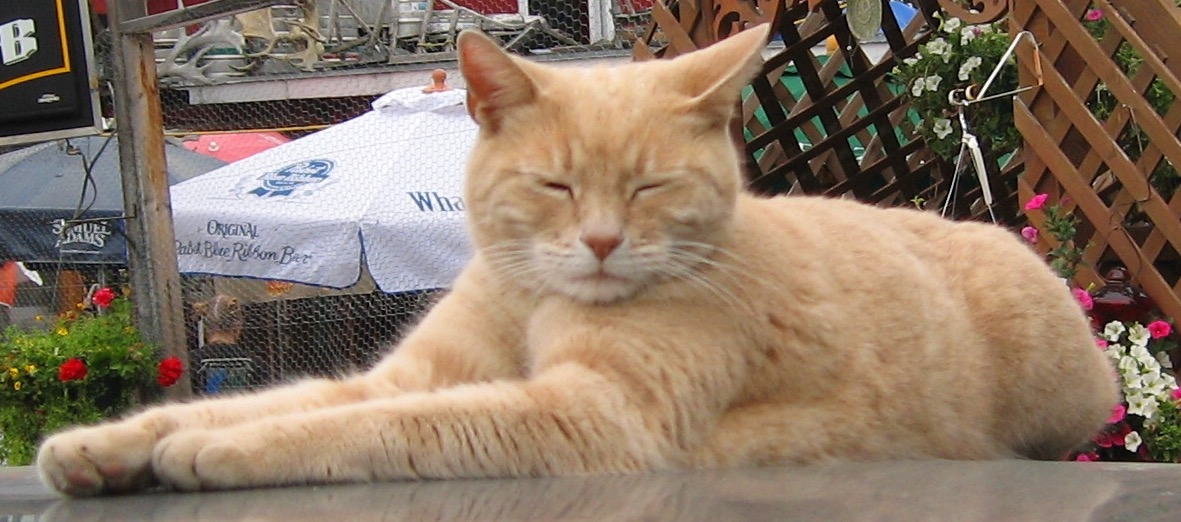
1997年、アラスカ州タルキートナの町長に選出された猫のスタッブス。

以下ではヒト以外が選挙に「立候補」した主な事例を挙げているが、正式に立候補届を出したのではなく、投票用紙に（無効票となることを承知のうえで）名前を書こうという運動が起こった事例なども「立候補」に含まれていることに注意されたい。そうした場合、第何番目の得票を得たというたぐいの記述は、正式な立候補者であったと仮定した場合の順位である。
- インキタトゥス - 第3代ローマ皇帝カリグラの馬。1世紀頃に執政官と聖職者になったとされている[1]。
- 犬のモリー - アメリカ合衆国オクラホマ州在住のダックスフント。2008年アメリカ合衆国大統領選挙への立候補者に指名された[2]。
- 猫のモーリス（英語版） - アメリカ合衆国のキャットフード「9Lives」の公告に使われている猫のキャラクター。1988年アメリカ合衆国大統領選挙と1992年アメリカ合衆国大統領選挙に担ぎだされた[3]。
- ピガスス - イッピー（Yippies、青年国際党支持者）らが1968年アメリカ合衆国大統領選挙に担ぎだしたブタ。
- カカレコ - ブラジルのサンパウロにある動物園で飼われていたサイ。政治汚職に抗議するために1958年の市議会選挙に担ぎだされた[4]。選挙管理委員会は立候補届を受理しなかったが、最終的には他の政党よりも多い10万票を獲得した（この選挙では相当な数の投票棄権も行われた）。今日、ブラジルにおいて"Voto Cacareco"（カカレコに投票する）という言葉は、一般的に抗議票を投じることを意味する。カカレコの立候補に触発されてカナダサイ党（英語版）が結党される。これはサイのコーネリアス1世（英語版）が率いるという体裁をとっていた。
- チャオ - 1988年のリオデジャネイロ市長選挙に担ぎだされた、怒りっぽいチンパンジー。架空の政党“ブラジルバナナ党”(Partido Bananista Brasileiro)の勧めにより出馬したことになっているが、実際に仕掛けたのはブラジルで風刺を得意とするコメディアングループ“カセッタ&プラネタ（英語版）”である。選挙運動中のスローガンは「サルに投票せよ、そしてサルを得よ」であった。この背景には、当時ブラジルは軍事独裁政権が続き投票先が一つしかなかった上、当選し官職に就いた者がまた別の者を専任するという光景を見るのに有権者が辟易していたという事情がある。チャオに対する投票は全て無効票となったので公式な得票数は発表されていないが、40万票以上（得票率14.9%）を獲得したと見積もられている。これは立候補者中第3位である[5][6][7]。
- 猫のミシュラン - スウェーデンの「エセンヘマー・プラスチック袋と子供用品党」(Ezenhemmer Plastic Bags and Child Rearing Utensils Party)の党首[8]。
- ニュージーランドの風刺政党であるマギリカディ真面目党（英語版）はワイヘケ島（英語版）の地方議会にヤギを立候補させた。しかし、ニュージーランド議会にヤマアラシを立候補させるという試みは失敗した。
- 七面鳥のダスティン（英語版） - アイルランドでは有名なテレビのキャラクター。1997年大統領選挙で数千票を獲得した。このため無効票全体の数が跳ね上がり、その数66,061票は正式な立候補者であったデレク・ナリー（英語版）の得票数（59,529票、第5位）を超えてしまうという事態となった[9]。
- フィカス（イチジク科の植物） アメリカ合衆国の映画製作者マイケル・ムーアは、テレビ番組『マイケル・ムーアの恐るべき真実 アホでマヌケなアメリカ白人』の企画として、2000年下院議員選挙において、当選確実で議員が選挙区に帰らないニュージャージー州議員への批判として、同選挙区にフィカスを立候補させる。「立候補者は人でなければならない」と法律に書かれていない事を理由に選挙名補に載せるよう役所にかけあう。曰く「フィカスは守れない公約は口にしません。献金も不要、いるのは水と空気と日光だけ」。なお「フィカス候補」は多数の票を獲得したと思われるが、すべて無効票扱いされた模様[10]。
- アメリカ合衆国のテレビ司会者、そしてカリフォルニア州ヴァレー・グレンの評議員を務めていたシャーロット・ロウズ（英語版）は、2012年アメリカ合衆国大統領選挙に推されたブル・テリアの副大統領候補となった鶏を飼っていた[11]。
- エド・ザ・ソック（英語版） - カナダで有名なソックパペット。2011年カナダ総選挙にウンザリ党（英語版）から出馬、首相に挑戦すると表明した[12]。選挙の際に作ったウェブログのタイトルは「俺は誰の操り人形でもない!」[13]。
- クレメンテ - アルゼンチンで有名な漫画のキャラクター。原作はカルロス・ロワゾー（英語版）。2001年アルゼンチン下院総選挙（英語版）に担ぎだされた。
- アメリカ合衆国のジョーク政党である無生物党（英語版）は、生物でないものに投票することを後押ししている。例えば、空気を入れて膨らませるクジラの風船（名前：アーサー・ガルピン）、死んだアルビノのリスなど。
- 猫のハンク（英語版） - バージニア州に住むメインクーン。2012年のバージニア州上院議員選挙において、ティム・ケインとジョージ・アレンへの対立候補として担ぎだされた。7,000票近くを獲得し、これは第3位の数字であった[14]。
- タキシード・スタン[15] - カナダノバスコシア州ハリファックスに住む猫。2012年の地方選挙における市長候補であった[16]。HRM（Halifax Regional Municipality、ハリファックス地方自治体）におけるネコに対する福祉の改善を目的とした政治運動を展開するタキシード党より出馬した。アンダーソン・クーパーなど有名人から支持を得た[17] 。
- モリス - メキシコ・ベラクルス州の州都ハラパで2013年7月7日に実施される市長選挙に担ぎだされた黒と白のオス猫。メキシコでは腐敗した政治家をネズミと呼ぶことがあり、選挙では「ネズミどもにはウンザリかい」「あまりにも多くのネズミが潜んでいる以上、秩序をもたらすことができるのは猫だけ」と、猫のモリスへの投票を呼びかけている[18][19]。フェイスブックに開設されたモリスのページは同年6月19日の時点で13万以上の「いいね!」を獲得し、関連グッズも発売されるほどの人気を呼んだ[20]。
- リンブルバット・マッカビンス (Limberbutt McCubbins) - 2016年アメリカ合衆国大統領選挙の立候補者に推された2015年当時、5歳のオス猫[21]。

アメリカではいくつかの小さな町において、動物が町長に選出されている。例えば、ケンタッキー州のラビットハッシュの町長にジュニア・コクランという名前の黒のラブラドール・レトリバーが、またテキサス州ラヒータスの町長にクレイ・ヘンリー3世というビール好きなヤギが選ばれたことがある。こうしたラビットハッシュやラヒータスといった町は非法人地域であり、町長はあくまで儀礼的な役職で、実際の行政府の長ではない。
- ボストン・カーティス - 茶色のラバ。1938年、ワシントン州ミルトン（英語版）選挙区における共和党候補者の予備選挙に擁立された。これは当時市長だった民主党のケネス・シモンズが共和党に対する嫌がらせを行うために実施したもので、選挙の結果は52対0で勝利であった。当選するまで人々はボストンがラバであることを知らなかったという。当選後、公的な文書にはカーティスの蹄が記録された。シモンズ自身も証人として文書に署名を残している[24][25]。
- カリフォルニア州スノール（英語版）の市長は1981年から1990年までに10年間にわたり、ボスコという名前の黒いラブラドール・レトリバーのロットワイラーのミックス犬が務めていた[26]。
- 1989年、ニュージーランドにおいて州議会の境界線が見直され、その際にいくつかの貯水池を同じ地区に属させようとした結果、マナワツ・ワンガヌイ地方の一部にファンガモモナ（英語版）という地区が作られることとなった。しかし住民は以前のタラナキ地方に属することを望んだため、1989年11月1日、自分たちの地区を「ファンガモモナ共和国」と宣言した。以降、毎年の共和国建国記念日には大統領を選ぶ選挙を実施しており、動物の大統領としては今までに1999年から2000年までヤギのビリー・ガンブート、2003年から2004年までプードルのタイ、そして2005年からカメのマートルが務めている。
- 1997年、アラスカ州タルキートナ（英語版）の町長に猫のスタッブスが選出された[27]。
- 2001年、ソーシッス（Saucisse、フランス語でソーセージの意）という名のダックスフントがフランスのマルセイユにおける地方選挙に候補者として担ぎだされ、得票率4%を得た。8年後の2009年、オランダのテレビ番組『ビッグ・ブラザー』のフランス版である『シークレットストーリー シーズン5（英語版）』に出演、36日目に家の中に入っている。彼の秘密は、実は彼がマルセイユ市長選挙の候補者であるということで、秘密を守るために彼は「秘密」というニックネームで家に入った。
- 2006年、ハンガリー南部に位置するセゲドの有名ないたずら仕掛け人でストリートアーティストの人物が、ハンガリー2本の尻尾を持つ犬党（英語版）の結党を宣言し、2本の尻尾を持つ犬である候補者「ナジ・イシュトヴァーン」(Nagy István)を広めるための宣伝広告をセゲドの家々に設置した。

## 民間伝承や大衆文化として
動物（人間以外）が選挙にて当選し官職を得るという発想自体は、パロディや民間伝承のネタとなってきた。1972年、アメリカの歌手トム・T・ホールは動物が官職に当選した内容を歌った曲「大統領になったサル」(The Monkey That Became President)でヒットを飛ばした。 トマス・ラブ・ピーコックが1817年に著した小説『メリンコート』では、議会議員候補としてオランウータンが登場する。
日本では、動物が内閣総理大臣に就任した内容を描いた漫画『がんばれ! パンダ内閣』（作：つの丸）や『国家の猫ムラヤマ』（作：カレー沢薫）がある。2010年にはSoftBankの白戸家のCMの1つとして、犬である白戸次郎が選挙に立候補する内容のものが放送された。